# IC 2165
IC 2165 — галактика типу PN (планетарна туманність) у сузір'ї Великий Пес.
Цей об'єкт міститься в оригінальній редакції індексного каталогу.